# Světový pohár v biatlonu 2024/2025 – Nové Město na Moravě
7. podnik Světového poháru v biatlonu v sezóně 2024/2025 se konal od 6. do 9. března 2025 v Novém Městě na Moravě. Na programu podniku byly závody v sprintech, stíhací závody a štafety žen a mužů.
V Novém Městě se ve světovém poháru před tím závodilo v březnu 2023. V roce 2024 zde pak proběhlo mistrovství světa.

## Program závodů
Oficiální program:
| Datum     | Disciplína           | Začátek (SEČ) | Počet závodníků |
| --------- | -------------------- | ------------- | --------------- |
| 6. března | Sprint (muži)        | 18:20         | 94              |
| 7. března | Sprint (ženy)        | 18:20         | 101             |
| 8. března | Stíhací závod (muži) | 14:55         | 58              |
| 8. března | Stíhací závod (ženy) | 17:40         | 58              |
| 9. března | Štafety (muži)       | 13:50         | 19 týmů         |
| 9. března | Štafety (ženy)       | 16:45         | 20 týmů         |

## Průběh závodů

### Sprinty
Zavod mužů se jel na rozměklém sněhu, a proto se vedení závodu rozhodlo nasadit největší favority na začátek startovního pole. Jako první startoval Francouz Éric Perrot, který se s jednou střeleckou chybou udržoval na prvním místě v cíli. Pak se však před něj o více než 20 vteřin dostal jeho krajan, čistě střílející Émilien Jacquelin. Nor Johannes Thingnes Bø udělal při první střelbě dvě chyby, ale běžel celkově nejrychleji ze všech a v cili byl o dvě vteřiny před Perrotem. Po druhé střelbě se za Jacquelina zařadil další Nor Endre Strømsheim, který však v posledním kole zpomalil a skončil až pátý. Před Johannesem Bø pak dojel o jednu vteřinu na druhém místě Ital Tommaso Giacomel, který naopak poslední kolo běžel nejrychleji.
Z českých reprezentantů dojel nejlépe Vítězslav Hornig, který střílel obě položky čistě a skončil na 15. místě. Ostatním se dařilo střelecky méně: Tomáš Mikyska s dvěma nezasaženými terče dojel na 36.  místě, Michal Krčmář se třemi o čtyři pozice za ním. Do stíhacího závodu se probojoval ještě Jonáš Mareček z 48. místa.
Také v ženském sprintu startovaly nejdříve závodnice z čela celkového pořadí. I proto bylo o vítězce rozhodnuto už po třetině závodu. Zpočátku se chvíli držela v čele Francouzka Lou Jeanmonnotová, pak je ale o 7 a 12 vteřin předstihly její krajanky Julia Simonová a Justine Braisazová-Bouchetová. Tou dobou však už jela poslední kolo Norka Ingrid Landmark Tandrevoldová. Z poslední střelby odjížděla z náskokem 20 vteřin, z kterých sice do cíle trochu ztratila, presto přijela o čtvrt minuty před Bouchetovou.
Z českých reprezentantek nastoupila do závodu po čtvrt roce – po problémech s léčbou vyhřezlé ploténky – Markéta Davidová. Jela pomaleji a při každé střelbě minula jeden terč. Skončila na 52. pozici. Lépe se dařilo Tereze Voborníkové, která zastřílela obě položky bezchybně a dojela na 17. místě. O 12 pozic za ní se umístila Jessica Jislová s jednou střeleckou chybou a o dalších šest pozic Lucie Charvátová s dvěma.  Do stíhacího závodu nepostoupila jen Tereza Vinklárková, která běžela pomalu a s dvěma nezasaženými terči dojela devadesátá.

### Stíhací závody
Pořadí na čele závodu mužů se více měnilo až po druhé střelbě. Vítěz sprintu Émilien Jacquelin zde udělal svoje první dvě střelecké chyby a klesl na třetí místo. I další závodníci zde chybovali, a tak se do čela dostal  bezchybný Švéd Sebastian Samuelsson, přestože startoval z 11. místa. Po třetí střelbě se opět pořadí měnilo, ale ne na prvním místě, kde si Samuelsson vytvořil více než půlminutový náskok. S nim přijížděl na poslední střelbu, kterou opět zvládl bezchybně a s náskokem zvítězil před Italem Tomamaso Giacomelem. Třetí dojel Johannes Thingnes Bø, který se tak opět dostal do čela celkového vedení světového poháru, protože dosavadní lídr Sturla Holm Laegreid skončil pátý.
Z českých biatlonistů byl nejlepší Vítězslav Hornig, který při první střelbě udělal dvě chyby, ale pak všechny tři další položky zastřílel bezchybně a obsadil 15. místo. Ve vlastním stíhacím závodě se však lépe dařilo Michalu Krčmářovi, který zasáhl všechny terče a z 40. pozice na startu se posunul na 21. v cíli. Body získal ještě Tomáš Mikyska za 33. místo.
Také v závodě žen se po úvodní střelbě pořadí prvních biatlonistek neměnilo. V druhém běžeckém kole stahovala Francouzka Justine Braisazová-Bouchetová náskok vedoucí Norky Ingrid Landmark Tandrevoldové. Když však při druhé střelbě dvakrát chybovala, za Tandervoldovou se dostala jiná Francouzka Lou Jeanmonnotová. Na třetí střelbu přijížděly obě společné, ale Tandervoldová zde nezasáhla dva terče, a tak Jeamonotová jela v čele z více než čtvrtminutovým náskokem. Ten před poslední střelbou ještě zvýšila, ale při ní i ona nezasáhla dva terče a do čela se s ještě větším náskokem dostala její krajanka Julia Simonová, která také zvítězila. Druhá dojela Švédka Hanna Öbergová, která se na toto místo postupně propracovávala z 11. startovní pozice. Na třetí místo se v posledním delším sjezdu posunula další Francouzka Océane Michelonová, která běžela nejrychleji ze všech.
Z českých reprezentant nestartovala Markéta Davidová, kterou trenéři šetřili na nedělní štafetu. Z ostatních dojela – stejně jako v předchozím sprintu – nejlépe Tereza Voborníková, která nezasáhla první terč, ale pak už byla bezchybná. Běžela však pomaleji, a tak se posunula jen na 14. místo. Jessica Jislová s ještě pomalejším během a střeleckou chybou navíc skončila na 33. pozici.

### Štafety
V závodě mužů, který se jel za velkého tepla, se brzy dostala na čelo norská štafeta. Za ni se zařadila s malým odstupem Francie. V druhé polovině závodu jely tyto štafety prakticky spolu, a společně také Johannes Thingnes Bø a Quentin Fillon Maillet přijeli spolu na poslední střelbu. Maillet velmi rychle sestřelil všechny terče, zatímco Bø střílel pomaleji a především nepřesně: po čtyřech chybách musel na trestné kolo. Francie tak zvítězila a vyhrála tím všechny mužské štafety v tomto ročníku světového poháru. Třetí dojela Ukrajina, když Dmytro Pidručnyj předstihl při poslední střelbě špatně střílejícího Švýcara Arnauda Du Pasquiera. V závodě biatlonisté často střelecky chybovali a jindy kvalitní štafety musely neobvykle často na trestná kola: týkalo se to hlavně německé štafety (čtyři kola), italské štafety (pět kol) a švédské štafety (šest kol).
Český tým rozjížděl Tomáš Mikyska, který potřeboval jeden náhradní náboj a předával na třetím místě. Na druhém úseku Vítězslav Hornig chyboval třikrát při střelbě v leže; při střelbě vstoje musel na trestné kolo. Klesl na 11. místo, na kterém taky předával Jonáši Marečkovi. Ten jel také jedno trestné kolo. Michal Krčmář, který převzal štafetu po něm, vleže zastřílel bezchybně a posunul český tým o jednu pozici dopředu. Pak ale při střelbě vstoje také čtyřikrát chyboval a po trestném kole dovezl českou štafetu na 10 místě.
V závodě žen se od začátku usadila na čele štafeta Francie, jejíž náskok výrazně navýšila zejména Océane Michelonová na druhém úseku. Na druhém místě zpočátku jela Finka Suvi Minkkinenová, pak se na něj dostala Rakušanka Lisa Theresa Hauserová, ale od poloviny závodu jej držely Norky zejména zásluhou Ragnhild Femsteinevikové. K poslední střelbě přijížděla Fancouzka Julia Simonová s téměř 50vteřinovým náskokem. Zastřílela zde čistě, a tak získala pro Francii nejen vítězství v tomto závodě, ale i malý křišťálový globus za první místo v hodnocení štafet v tomto ročníku světového poháru. Za druhým Norskem pak dojela třetí německá štafeta.
Za český tým rozjely štafetu Jessica Jislová a Tereza Voborníková. Obě sestřelily všech 10 terčů, ale zejména Voborníková si stěžovala na pomalejší lyže. Přesto se udržovaly na třetím místě, ze kterého před druhou předávkou těsně klesly na páté. Pak přebírala štafetu dorostenka Ilona Plecháčová, která jela svůj první závod ve světovém poháru (nepočítáme-li start na mistrovství světa v únoru 2025). Udělala dvě střelecké chyby vleže a jednu vstoje, ale klesla pouze o jednom místo. Předávala Lucii Charvátové, která nahradila Markétu Davidovou. Vleže udělala jednu chybu, ale stále se udržovala na šesté pozici s půlminutovým náskokem před Švédskem. Vstoje však nezasáhla celkem 5 terčů, musela jet dvě trestná kola a dojela do cíle na osmém místě, což bylo vyrovnání nejlepšího českého výsledku ženské štafety v tomto ročníku.

## Umístění na stupních vítězů

### Muži
| Disciplína              | První místo                                                                | Výkon                                                     | Druhé místo                                                            | Výkon                                                     | Třetí místo                                                            | Výkon                                                     |
| Sprint (10 km)          | Émilien Jacquelin                                                          | 23:13,3 (0+0)                                             | Tommaso Giacomel                                                       | 23:33,1 (1+0)                                             | Johannes Thingnes Bø                                                   | 23:34,2 (2+0)                                             |
| Stíhací závod (12,5 km) | Sebastian Samuelsson                                                       | 32:22,1 (0+0+0+0)                                         | Tommaso Giacomel                                                       | 32:48,5 (1+1+0+0)                                         | Johannes Thingnes Bø                                                   | 33:00,8 (0+1+1+1)                                         |
| Štafeta (4×7,5 km)      | FrancieÉmilien Claude Oscar Lombardot Fabien Claude Quentin Fillon Maillet | 1:16:24,3 (0+1) (0+2) (0+0) (0+0) (0+0) (0+1) (0+0) (0+0) | NorskoMartin Uldal Tarjei Bø Sturla Holm Laegreid Johannes Thingnes Bø | 1:17:50,9 (0+1) (0+0) (0+0) (0+2) (0+2) (0+0) (0+0) (1+3) | UkrajinaArtem Tyščenko Vitalij Mandzin Anton Dudčenko Dmytro Pidručnyj | 1:19:09,7 (0+0) (0+2) (0+2) (0+1) (0+0) (0+0) (0+1) (0+1) |

### Ženy
| Disciplína            | První místo                                                                              | Výkon                                         | Druhé místo                                                                                                   | Výkon                                         | Třetí místo                                                                      | Výkon                                                     |
| Sprint (7,5 km)       | Ingrid Landmark Tandrevoldová                                                            | 19:13,5 (0+0)                                 | Justine Braisazová-Bouchetová                                                                                 | 19:28,6 (1+0)                                 | Julia Simonová                                                                   | 19:34,4 (0+0)                                             |
| Stíhací závod (10 km) | Julia Simonová                                                                           | 30:56,0 (0+1+0+0)                             | Hanna Öbergová                                                                                                | 31:13,2 (0+1+0+1)                             | Océane Michelonová                                                               | 31:15,2 (1+0+0+1)                                         |
| Štafeta (4×6 km)      | FrancieLou Jeanmonnotová Océane Michelonová Justine Braisazová-Bouchetová Julia Simonová | 1:11:11,1 (0+0) (0+0) (0+3) (0+1) (0+1) (0+0) | NorskoKaroline Offigstad Knottenová Ingrid Landmark Tandrevoldová Ragnhild Femsteineviková Maren Kirkeeideová | 1:11:36,2 (0+3) (0+2) (0+1) (0+1) (0+0) (0+2) | NěmeckoJohanna Puffová Julia Tannheimerová Sophia Schneiderová Selina Grotianová | 1:11:58,7 (1+0) (0+0) (0+0) (0+1) (0+3) (0+1) (0+2) (0+0) |